# Landkreis Güstrow
Landkreis Güstrow var en Landkreis i den tyske delstat Mecklenburg-Vorpommern, som eksisterede fra 1994 til 2011. Den lå syd for landkreisene Bad Doberan og Nordvorpommern, vest for Demmin, nord for Müritz og Parchim samt øst for Nordwestmecklenburg. Hovedbyen var Güstrow med omkring 31.000 indbyggere.
Under landkreisreformen i 2011 blev landkreisen lagt sammen med Landkreis Bad Doberan til den nye Landkreis Rostock.

## Byer og kommuner
(indbyggertal pr. 31. december 2006)
Amtsfrie byer
1. Güstrow, (31.083)
2. Teterow, (9.387)

Amter med tilhørende kommuner/byer
| - 1. Amt Bützow Land 1. Baumgarten (972) 2. Bernitt (1.842) 3. Bützow, administrationsby (7.906) 4. Dreetz (232) 5. Jürgenshagen (1.207) 6. Klein Belitz (925) 7. Penzin (136) 8. Rühn (691) 9. Steinhagen (846) 10. Tarnow (1.255) 11. Warnow (1.041) 12. Zepelin (493) - 2. Amt Gnoien 1. Altkalen (920) 2. Behren-Lübchin (662) 3. Boddin (372) 4. Finkenthal (323) 5. Gnoien, Administrationsby (3.171) 6. Lühburg (258) 7. Walkendorf (508) 8. Wasdow (426) | - 3. Amt Güstrow-Land (Administrationsby: Güstrow) 1. Glasewitz (442) 2. Groß Schwiesow (332) 3. Gülzow-Prüzen (1.747) 4. Gutow (1.073) 5. Klein Upahl (292) 6. Kuhs (352) 7. Lohmen (781) 8. Lüssow (973) 9. Mistorf (671) 10. Mühl Rosin (1.121) 11. Plaaz (849) 12. Reimershagen (502) 13. Sarmstorf (527) 14. Zehna (695) - 4. Amt Krakow am See 1. Dobbin-Linstow (590) 2. Hoppenrade (827) 3. Krakow am See, Administrationsby (3.530) 4. Kuchelmiß (936) 5. Lalendorf (3.427) 6. Langhagen (689) | - 5. Amt Laage 1. Diekhof (1.003) 2. Dolgen am See (758) 3. Hohen Sprenz (508) 4. Laage, Administrationsby (5.878) 5. Wardow (1.458) - 6. Amt Mecklenburgische Schweiz (Administrationsby: Teterow) 1. Alt Sührkow (462) 2. Dahmen (600) 3. Dalkendorf (302) 4. Groß Roge (725) 5. Groß Wokern (1.161) 6. Groß Wüstenfelde (1.161) 7. Hohen Demzin (481) 8. Jördenstorf (1.037) 9. Lelkendorf (532) 10. Prebberede (815) 11. Schorssow (563) 12. Schwasdorf (657) 13. Sukow-Levitzow (518) 14. Thürkow (447) 15. Warnkenhagen (380) |

- Wikimedia Commons har flere filer relateret til Landkreis Güstrow

53°50′N 12°25′Ø / 53.83°N 12.42°Ø